# Smaragdina xanthaspis
Smaragdina xanthaspis là một loài bọ cánh cứng trong họ Chrysomelidae. Loài này được Germar miêu tả khoa học năm 1824.